# 生物学的変数としての性
生物学的変数としての性別（せいぶつがくてきへんすうとしてのせいべつ、英: Sex as a biological variable, SABV）とは、研究を設計し、結果を評価する際に性別を考慮すべき重要な変数として認識する研究方針である。SABVを含む研究は、知見の厳密性と再現性を強化してきた。欧州委員会、カナダ健康研究機関、アメリカ国立衛生研究所などの公的研究機関がSABV方針を導入している。様々な科学雑誌は、その重要性を認識し、研究がSABVを考慮することを要求する編集方針を確立した。

## 背景

### 公的研究機関
1999年、全米医学アカデミーは性と性別の差異の生物学を理解するための委員会を設置した。2001年、性別は研究を設計し、結果を評価する際の重要な変数であるという報告書を提出した。生物医学研究の質と一般化可能性は、性 (生物学)などの重要な生物学的変数を考慮することに依存する。研究成果の厳密性と再現性を向上させるために、欧州委員会、カナダ健康研究機関、アメリカ国立衛生研究所 (NIH) は性別を生物学的変数 (SABV) とする方針を確立した。臨床試験に男性と女性の両方を登録することは、結果の適用に影響を与え、疾患の経過と治療の結果に影響を与える因子の特定を可能にする。
2003年、欧州委員会 (EC) は、研究者に性別と性別を研究方法に含めるよう働きかけ始めた。カナダ健康研究機関 (CIHR) は、研究提案書における性別と性別の統合、研究チームにおける性別と性別の専門知識、大規模なコンソーシアムにおける性別と性別のプラットフォーム、そして2015年9月以降、性別と性別のオンライン研修プログラムの修了の4つのアプローチを要求している。

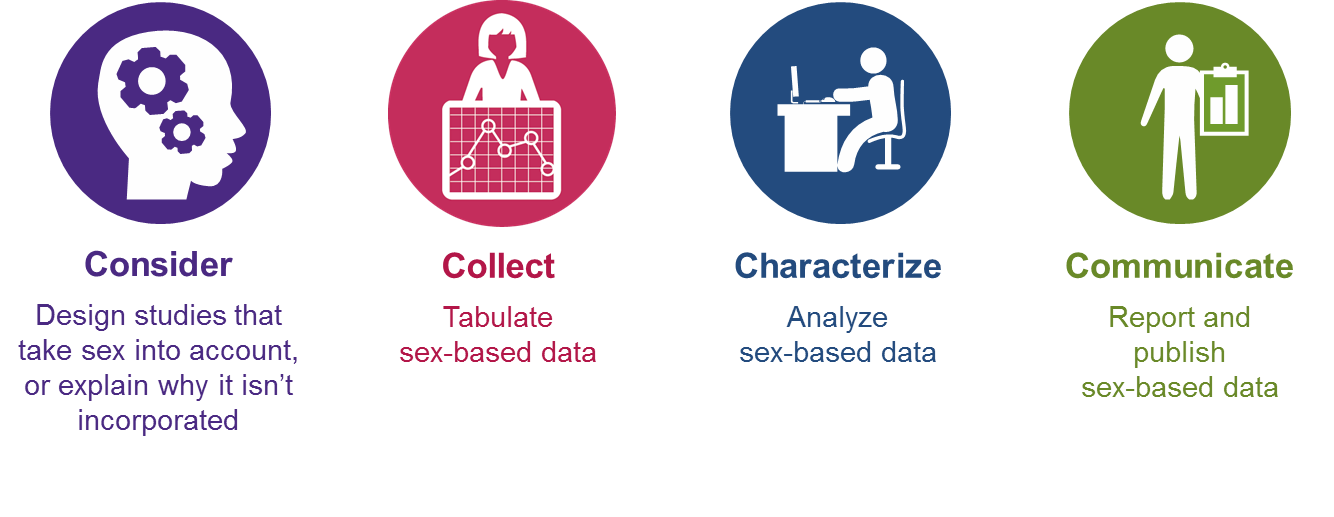
科学を強化するために性別を研究するNIHの4つのC。

2014年5月、NIHはSABV方針の形成を発表した。この方針は2015年に施行され、「動物実験の設計と分析においてSABVが頻繁に無視されており、潜在的な性差に基づく基本的な生物学的機能、疾患プロセス、治療反応の理解が不完全になっている。NIHは、性別が生物学的変数として脊椎動物と人間の研究の設計、分析、報告に組み込まれることを期待している。一方の性のみを研究することを提案する申請書には、科学文献、予備データ、またはその他の関連する考慮事項から強力な正当化が提供されなければならない」と明記された。審査基準は、参加者の性別が研究計画にどの程度組み込まれているかを評価すべきである。

### 科学雑誌
2010年、動物実験の代替、洗練、削減のための国立センターは、動物実験にSABVを組み込むことを推奨するARRIVEガイドラインを発表した。2012年、米国生理学会 (APS) の学術誌は、細胞、組織、動物、ヒトを対象とした研究で性と性別の報告を義務付け始めた。このAPS編集方針は、査読者や研究者に広く受け入れられたわけではなかった。
欧州科学編集者協会は2012年にジェンダー政策委員会 (GPC) を設立した。GPCは2016年にSex and Gender Equity in Research (SAGER) ガイドラインを発表した。2017年1月、Journal of Neuroscience Research はSABVの考慮を要求し始めた。2017年12月のICMJEの勧告は、研究者によるSABVの使用を奨励した。

## 影響
性別を生物学的変数として組み込んだ研究は、結果の厳密性と再現性を高める。NIHがSABV方針を発表した後、その重要性を理解し、認識する科学者の割合が増加した。NIHのSABV方針に批判的な研究者もおり、コストと労働力の要件が増えると述べている。基礎研究と前臨床研究にSABVを含めることで、臨床試験で性差をテストするためのコストと時間の要件を減らすことができる。
これまでの研究では、女性の生殖器系が動物実験の結果に影響を与えることが懸念されていた。マウスモデルを使用した他の研究では、発情周期にもかかわらず、性別間の変動は同じであることが判明した。SABV方針に従った研究では、生物医学研究の早期段階で潜在的なホルモンの変動を特定できる。
2020年、NIHの女性の健康局とアメリカ食品医薬品局女性の健康局は、「ベンチからベッドサイドまで：性と性別の統合による人間の健康の改善」という教育ツールを作成した。